# Nederlandsche Radiowerken

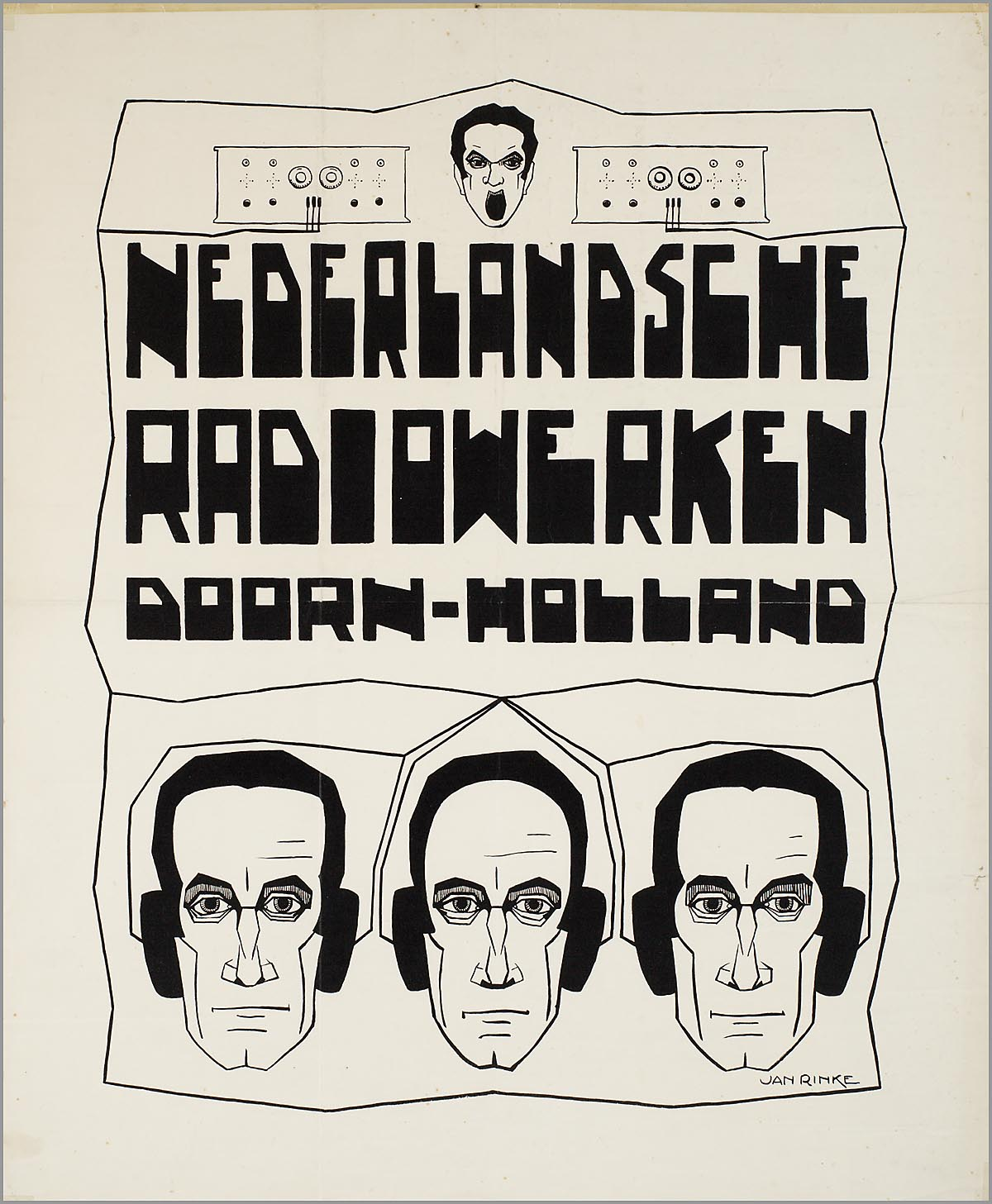
Reclame voor de NRW

Nederlandsche Radiowerken (NRW) was een Nederlandse fabrikant van radio's in Doorn. Het bedrijf werd vóór 1923 opgericht door Ir. Willem Frederik de Mol van Otterloo. Productie van radio-ontvangers is bekend tussen 1924 en 1931 onder de merknamen NRW en Rumol.
In 1926 nam het de activiteiten over van de Eerste Nederlandsche Electro-Magnetische Uurwerkenfabriek Utrecht (ENEM) en verhuisde naar diens fabriek in Utrecht. Toen werden er ook elektromagnetische klokkeninstallaties in het assortiment opgenomen.
In 1928 kwam de Nederlandsche Radiowerken in conflict met Philips, dat een boycot voor het bedrijf instelde. In 1929 werd het bedrijf door de rechtbank in het ongelijk gesteld in een poging de verspreiding van een circulaire radio van Philips te verbieden. Een jaar later werd het bedrijf veroordeeld wegens het inbreuk maken op een octrooi van Philips. In 1931 kreeg de Nederlandsche Radiowerken een schadevergoeding toegewezen en werd de boycot als onrechtmatige daad beoordeeld. In 1932 werd ook de octrooi-zaak in het voordeel van NRW beslecht en het betreffende octrooi werd in 1933 nietig verklaard.
Voor de NRW kwam dit te laat en in 1932 ging het bedrijf failliet.